# مارشاک ۲۶۰۴
سیارک ۲۶۰۴ (به انگلیسی: 2604 Marshak، نامگذاری:1972LD1) دو هزار و ششصد و چهارمین سیارک کشف شده‌است که در ۱۳ ژوئن ۱۹۷۲ کشف شد.
قدر مطلق سیارک برابر ۱۲٫۹۰ است.